# Mattapan (Boston)
Mattapan ist ein Stadtteil (Neighborhood) von Boston im Bundesstaat Massachusetts der Vereinigten Staaten. Zunächst war Mattapan ein Teil von Dorchester, wurde jedoch 1870 von Boston annektiert. Wie bei anderen Bostoner Stadtteilen des späten 19. und frühen 20. Jahrhunderts auch, ging die Entwicklung von Mattapan mit der zunehmenden Erschließung durch Eisenbahnen und Straßenbahn einher, die für eine stetig verbesserte Anbindung an das Stadtzentrum sorgten.
Der Stadtteil besteht heute vorwiegend aus Wohngebieten mit Sozialwohnungen, kleinen Apartmenthäusern sowie Häuser für eine bis drei Familien (sog. „Triple-Decker“). Das gewerbliche Zentrum von Mattapan bilden die Blue Hill Avenue und der Mattapan Square, wo sich Banken, Anwaltsbüros, Restaurants und Einzelhändler befinden. 2009 eröffnete eine neue, für mehr als vier Millionen US-Dollar errichtete Zweigstelle der Boston Public Library.
In der Sprache der Indianer steht Mattapan für einen „guten Platz zum Ausruhen“.

## Geschichte

### Einwohnerentwicklung
In den 1960er und 1970er Jahren gab es einen großen Umbruch in der Zusammensetzung der Bevölkerung in Mattapan, die zuvor hauptsächlich aus Juden bestand. Im Jahr 2011 lebten dort zu 7,74 % Weiße, 78,08 % Afroamerikaner, 1,29 % Asiaten, 0,43 % Indianer und 12,46 % mit anderer Herkunft. 11,28 % gaben an, Hispanics zu sein.
Diese Entwicklung ist insbesondere in den Jahren 1968 bis 1970 begründet, die in ganz Boston zu erheblichen ethnischen Umbrüchen führten (vgl. zum Folgenden). Geschäftspraktiken wie Redlining und Blockbusting sowie pure Angst, die angeblich von Immobilienmaklern unter den Einwohnern verbreitet wurde, führten zu Panikverkäufen und zur White flight. Es wird geschildert, dass das Bankenkonsortium Boston Banks Urban Renewal Group (B-BURG) die Juden aus dem Stadtteil vertrieben habe und dass das Unternehmen – jedenfalls teilweise – für den daraufhin einsetzenden Verfall des Stadtteils verantwortlich sei. Diese weit verbreitete Meinung wurde zwischen den katholischen und jüdischen Gemeinschaften mit unterschiedlichen Standpunkten diskutiert.
Aufgrund einer anhaltenden Einwanderungswelle aus Haiti und anderen Staaten der Karibik finden heute wieder größere Umwälzungen der Bevölkerungszusammensetzung des Stadtteils statt. Mittlerweile leben in Mattapan mehr Einwanderer aus Haiti als irgendwo sonst in ganz Massachusetts.
Der Stadtteil leidet unter einer im Vergleich hohen Kriminalitätsrate, die 2011 für schwere Verbrechen auf einer Skala von 1 (niedrig) bis 10 (hoch) bei 8 lag. Der Bostoner Rapper Big Shug bezeichnet den Stadtteil daher regelmäßig als „Murderpan“.

## Wirtschaft und Infrastruktur

### Verkehr
Die Ashmont–Mattapan High Speed Line der MBTA bietet eine Straßenbahnverbindung nach Ashmont. Daneben bedienen auch zahlreiche Buslinien sowie die Pendlerzüge der Fairmount Line den Stadtteil.

### Öffentliche Einrichtungen
Die Boston Public Library unterhält in Mattapan eine eigene Zweigstelle, deren Ursprünge auf einen Einwohner namens Increase S. Smith zurückgehen, der am 18. Dezember 1849 die Mattapan Library Association gründete. Das aktuelle Gebäude der Zweigstelle wurde am 28. Februar 2009 an der 1350 Blue Hill Avenue eröffnet.

### Bildung
Die Boston Public Schools betreiben die öffentlichen Schulen des Stadtteils:
- Ellison/Parks Early Education School[7]
- James J. Chittick Elementary School[8]
- Mattahunt[9]
- Charles H. Taylor[10]
- Mildred Avenue K-8 School[11]
- Young Achievers Science and Mathematics Pilot K-8 School[12]

Daneben unterhält die Pope John Paul II Catholic Academy des Erzbistums Boston den Mattapan Square Campus.

## Persönlichkeiten
- Dana Barros (* 1967), ehemaliger Basketballspieler der National Basketball Association bei den Boston Celtics
- Leonard Bernstein (1918–1990), Komponist und Dirigent
- Big Shug, Rapper
- John Field (1913–1989), Jazzmusiker
- Thomas M. Finneran, Politiker
- Nat Hentoff (1925–2017), Journalist und Jazz-Kritiker
- Theodore H. White, Schriftsteller